# بنه حاجی
بنه حاجی، روستایی از توابع بخش مرکزی شهرستان رامهرمز در استان خوزستان ایران است.
روستای بنه حاجی دارای سه حلقه چاه عمیق است که دو چاه جهت مصارف کشاورزی و دیگری برای آشامیدن مورد استفاده است. با توجه به حق‌آبه روستا از رودخانه و چاه‌های آب، بنه حاجی از روستاهای پرآب رامهرمز به حساب می آید.
روستای بنه حاجی بالغ بر 280 هکتار زمین کشاورزی دارد و بخش عمده آن زیر کشت گندم است.

## جمعیت
این روستا در دهستان حومه‌شرقی قرار دارد و براساس سرشماری مرکز آمار ایران در سال ۱۳۸۵، جمعیت آن ۱۹۹ نفر (۴۴خانوار) بوده‌است.